# Annlis Bjarkhamar
Annlis Bjarkhamar (født 20. januar 1974 i Vágur) er en færøsk tjenestemand, lærer og politiker (T).
Hun var lærervikar i Porkeri 1996–1997, ansat i Útvarp Føroya 1997–2000 og lærervikar ved Eysturskúlin i Tórshavn 2001–2002. Hun har senere uddannet sig til lærer, og fra 2008 er hun ansat som rådgiver hos Færøernes samarbejde mellem skolevæsen, sociale myndigheder og politi (SSP). Fra 1998 var Bjarkhamar formand fof Tjóðveldisflokkurins genoprettede ungdomsorganisation, Unga Tjóðveldið. Hun var kulturminister i Anfinn Kallsbergs anden regering 2002–2003. 

## Julehjælpskampagne
Annlis Bjarkhamar var initiativtager til Í menniskjum góður tokki (I mennesker velbehag), som er en færøsk kampagne, som samler penge ind til fattige færøske familier og uddeler gaver til disse en gang om året, kort før jul. Gaverne gives efter ansøgning og behandles i samarbejde med færøske myndigheder. Arbejdet startede i 2010, mens Færøerne havde en borgerlig regering, som gav skattelettelser til folk med de højeste lønner, mens de lavtlønnede ingen skattelettelser fik. Der blev sat fokus på, at kløften mellem de velstillede og de lavtlønnede og fattige bare voksede, og at der var mange familier, specielt enlige forsørgere, som havde svært ved at klare sig uden hjælp fra familie og venner. Lillejuleaften 2014 sagde Annlis Bjarkhamar, at 2014 blev hendes sidste år som koordinator for I mennesker velbehag. Årsagen til, at hun stoppede var i følge hende selv, at hun havde kroniske smerter. Hun oplyste for medierne, at kampagnen i de fem år fra 2010 til 2014 havde givet julehjælp til 1984 familier, som havde det hårdt økonomisk, og at 3924 børn havde fået glæde af hjælpen. Hjælpen havde en samlet værdi på 4,8 millioner kroner.

## Privatliv
Bjarkhamar lever i et lesbisk parforhold med Sonja Jógvansdóttir, der er politisk løsgænger i det Færøeske lagting. Hun er datter af Irdi og Danjal Bjarkhamar fra Vágur. Hendes far har været byrådsmedlem i Vágs kommune siden 1981.